# José Cubiles
José Antonio Cubiles Ramos (Cádiz, 15 de mayo de 1894-Madrid, 5 de abril de 1971) fue un pianista y director de orquesta español.

## Biografía
Comenzó desde muy joven a tocar el piano, a la edad de cinco años y, dado su talento, el director de la escuela de música de Cádiz ensalzó y cuidó de la educación pianística y musical de su joven alumno. Conforme avanzó en su tarea, marchó a Madrid, donde protegido por la infanta doña Isabel de Borbón, se matriculó en el conservatorio de dicha ciudad para cursar sus estudios de teoría musical y piano con Pilar Fernández de la Mora. Sus brillantes interpretaciones le llevaron a que obtuviera ciertos premios extraordinarios de Bellas Artes en solfeo, piano y armonía. 
Luego marchó a París, donde toma lecciones de Louis Diémer. En el año 1914 se le obsequia con el primer premio de piano del Conservatorio de la capital francesa. A los dos años ingresa como profesor en el Real Conservatorio Superior de Música de Madrid (donde impartió clases durante 45 años y llegó  a ser director antes de jubilarse) y, sin descuidar su labores docentes, comienza su carrera internacional como concertista. A este respecto ofrece recitales, participa como solista junto a orquestas diversas y forma parte de agrupaciones de cámara con músicos como Jacques Thibaud, Paul Kochanski y Gaspar Cassadó. 
De sus interpretaciones destacan las del Romanticismo por su expresividad. Las que atañen a compositores tanto españoles (como Isaac Albéniz, Enrique Granados o Joaquín Turina) como otros europeos (destacando Fredéric Chopin) fueron notables. Tuvo una gran amistad con Manuel de Falla, para quien estreno en Madrid su obra Noches en los jardines de España, en 1916 junto a la Orquesta Sinfónica de Madrid bajo la batuta de Enrique Fernández Arbós.
Además de su fama internacional como pianista, también cabe mencionar la de director. Así pues, José Cubiles dirigió diferentes orquestas, no sólo en el ámbito español, sino de igual forma en el internacional, destacando la orquesta Filarmónica de Berlín. Asimismo, atendiendo a su tarea como docente, fue en 1943 cuando obtiene la cátedra de virtuosismo del Real Conservatorio Superior de Música de Madrid. De la misma manera, es este mismo año cuando se convierte en profesor de la Real Academia de Bellas Artes de San Fernando. A este respecto, hay que mencionar los diferentes premios con que se le condecoró, destacando la Gran Cruz de Alfonso X el Sabio y la Legión española de Francia. 
Entre los numerosos alumnos con que contó, algunos de ellos ha sido posteriormente destacados músicos del panorama español, como por ejemplo Joaquín Achúcarro, Guillermo González Hernández, Rafael Orozco, María Engracia Gil, Genoveva Gálvez,  María Orán, Manuel Carra y Clotilde Ortíz Rubín de Celis.